# Lekkoatletyka na Letnich Igrzyskach Olimpijskich 1948 – bieg na 400 m przez płotki mężczyzn
Bieg na 400 metrów przez płotki mężczyzn – był jedną z konkurencji lekkoatletycznych rozgrywanych podczas XIV Letnich Igrzysk Olimpijskich. Zawody odbyły się w dniach 30 - 31 lipca 1948 roku  na stadionie Empire Stadium w Londynie. Wystartowało 25 zawodników z 17 krajów.

## Rekordy
Tabela uwzględnia rekordy uzyskane przed rozpoczęciem rywalizacji.
|                   | Zawodnik     | Wynik | Miejsce                       | Data            |
| ----------------- | ------------ | ----- | ----------------------------- | --------------- |
| Rekord świata     | Glenn Hardin | 50,6  | Sztokholm Szwecja             | 26 lipca 1934   |
| Rekord olimpijski | Glenn Hardin | 52,0  | Los Angeles Stany Zjednoczone | 1 sierpnia 1932 |

## Terminarz
| Data          | Godzina |            |
| ------------- | ------- | ---------- |
| 30 lipca 1948 | 14:30   | Eliminacje |
| 30 lipca 1948 | 17:00   | Półfinały  |
| 31 lipca 1948 | 15:30   | Finał      |

## Wyniki

### Eliminacje
Po dwóch najlepszych zawodników z każdego biegu zakwalifikowało się do półfinałów.
Bieg 1
| Pozycja | Zawodnik           | Państwo           | Czas | Uwagi |
| ------- | ------------------ | ----------------- | ---- | ----- |
| 1.      | Roy Cochran        | Stany Zjednoczone | 53,9 | Q     |
| 2.      | Jacques André      | Francja           | 54,5 | Q     |
| 3.      | Hermelindo Alberti | Argentyna         | 54,6 |       |
| 4.      | Jaime Aparicio     | Kolumbia          | 55,1 |       |

Bieg 2
| Pozycja | Zawodnik              | Państwo         | Czas | Uwagi |
| ------- | --------------------- | --------------- | ---- | ----- |
| 1.      | Harry Whittle         | Wielka Brytania | 56,9 | Q     |
| 2.      | Jean-Claude Arifon    | Francja         | 56,9 | Q     |
| 3.      | Lazaros Petropoulakis | Grecja          | 57,9 |       |
| 4.      | Mohsin Nazar Khan     | Pakistan        | 59,5 |       |
| -       | José Luis Rubio       | Hiszpania       | DNS  |       |

Bieg 3
| Pozycja | Zawodnik          | Państwo         | Czas | Uwagi |
| ------- | ----------------- | --------------- | ---- | ----- |
| 1.      | John Holland      | Nowa Zelandia   | 54,6 | Q     |
| 2.      | Bertel Storskrubb | Finlandia       | 54,6 | Q     |
| 3.      | Kemal Horulu      | Turcja          | 55,1 |       |
| 4.      | Michael Pope      | Wielka Brytania | 55,3 |       |
| -       | Bernabe Lovina    | Filipiny        | DNS  |       |

Bieg 4
| Pozycja | Zawodnik        | Państwo         | Czas | Uwagi |
| ------- | --------------- | --------------- | ---- | ----- |
| 1.      | Ottavio Missoni | Włochy          | 53,9 | Q     |
| 2.      | Rune Larsson    | Szwecja         | 54,5 | Q     |
| 3.      | Ron Unsworth    | Wielka Brytania | 55,1 |       |
| 4.      | Sergio Guzmán   | Chile           | 55,9 |       |
| 5.      | Mario Rosas     | Kolumbia        | 55,9 |       |

Bieg 5
| Pozycja | Zawodnik           | Państwo           | Czas | Uwagi |
| ------- | ------------------ | ----------------- | ---- | ----- |
| 1.      | Dick Ault          | Stany Zjednoczone | 54,7 | Q     |
| 2.      | Yves Cros          | Francja           | 55,7 | Q     |
| 3.      | Werner Christen    | Szwajcaria        | 56,7 |       |
| 4.      | Ng Liang Chiang    | Chiny             | 57,7 |       |
| -       | Fernando Fernandes | Portugalia        | DNS  |       |

Bieg 6
| Pozycja | Zawodnik        | Państwo           | Czas | Uwagi |
| ------- | --------------- | ----------------- | ---- | ----- |
| 1.      | Duncan White    | Cejlon            | 53,6 | Q     |
| 2.      | Jeff Kirk       | Stany Zjednoczone | 54,3 | Q     |
| 3.      | Alf Westman     | Szwecja           | 54,5 |       |
| 4.      | Bill LaRochelle | Kanada            | 54,9 |       |
| -       | Julio Sabater   | Portoryko         | DNS  |       |

## Półfinał
Pierwszych trzech zawodników z każdego półfinału awansowało do finału.
Bieg 1
| Pozycja | Zawodnik           | Państwo           | Czas | Uwagi |
| ------- | ------------------ | ----------------- | ---- | ----- |
| 1.      | Rune Larsson       | Szwecja           | 51,9 | Q     |
| 2.      | Dick Ault          | Stany Zjednoczone | 52,1 | Q     |
| 3.      | Duncan White       | Cejlon            | 52,1 | Q     |
| 4.      | Jean-Claude Arifon | Francja           | 52,3 |       |
| 5.      | Jeff Kirk          | Stany Zjednoczone | 52,5 |       |
| 6.      | Jacques André      | Francja           | 56,3 |       |

Bieg 2
| Pozycja | Zawodnik          | Państwo           | Czas | Uwagi |
| ------- | ----------------- | ----------------- | ---- | ----- |
| 1.      | Roy Cochran       | Stany Zjednoczone | 51,9 | Q =   |
| 2.      | Yves Cros         | Francja           | 52,5 | Q     |
| 3.      | Ottavio Missoni   | Włochy            | 53,4 | Q     |
| 4.      | Harry Whittle     | Wielka Brytania   | 53,4 |       |
| 5.      | Bertel Storskrubb | Finlandia         | 53,5 |       |
| 6.      | John Holland      | Nowa Zelandia     | 53,9 |       |

### Finał
| Pozycja | Zawodnik        | Państwo           | Czas | Uwagi |
| ------- | --------------- | ----------------- | ---- | ----- |
| 1.      | Roy Cochran     | Stany Zjednoczone | 51,1 | OR    |
| 2.      | Duncan White    | Cejlon            | 51,8 |       |
| 3.      | Rune Larsson    | Szwecja           | 52,2 |       |
| 4.      | Dick Ault       | Stany Zjednoczone | 52,4 |       |
| 5.      | Yves Cros       | Francja           | 53,3 |       |
| 6.      | Ottavio Missoni | Włochy            | 54,0 |       |